# Johny Fritz
Johny Fritz (født 14. december 1944 i Aspelt, Luxembourg) er en Luxembourgsk komponist, professor, klarinetist dirigent og lærer.
Fritz studerede klarinet og komposition på Musikkonservatoriet i Nancy og senere på Musikkonservatoriet i Bruxelles. Han har skrevet en symfoni, orkesterværker, koncertmusik, kammermusik, sange og solostykker for mange instrumenter etc. Han har været professor og lærer i klarinet, blokfløjte og komposition på Musikkonservatoriet i Luxembourg til (2005). Hans kompositioner er blevet fremført af mange luxembourgske og udenlandske ensembler og orkestre.

## Udvalgte værker
- Symfoni nr. 1 (1984) - for slagtøj
- Koncert (1980-1983) - for orkester
- Sats (1979-1980) - for strygeorkester og slagtøj
- Tre skitser (1967) - for klarinet
- Kvintet (1978-1979) - for tre blokfløjter og to klarinetter
- Tre digte om kærlighed (2000) - for sopran, fløjte og harpe